# Nordisk Kryssare 5½
Nordisk Kryssare 5½ är en segelbåtstyp vars konstruktionsregel antogs 1932 och var resultatet av ett samarbete mellan Göteborgs Kungliga Segelsällskap och Kongelig Dansk Yachtklub. Man ville ta fram en sjövärdig, bekväm, prisvärd och välseglande båt som ett alternativ till bland annat skärgårdskryssaren och R-sexan. Regelns antagande föregicks av livliga diskussioner, av vilka många publicerades i GKSS medlemstidning Seglarbladet.
Det byggdes ett femtiotal Nordiska Kryssare i Sverige och ungefär lika många i Danmark. Bland konstruktörerna kan nämnas Bertil Bothén, Gustav Estlander, Knud H. Reimers och Tore Holm.
Eftersom Nordisk Kryssare inte är en entypsbåt skiljer sig de olika konstruktionerna något, men begränsningar i regeln gör att dessa skillnader är relativt små. Typiska mått är 10,70 m LÖA och 2,10 m bred, med ett djupgående på 1,45 m. De tidiga kontruktionerna är ofta något smalare, framförallt i ändskeppet.
Segelarean på omkring 30 m2 räknas i krysstället, det vill säga den sammanlagda ytan av storseglet och 85% av förtriangeln. Storseglets förlik mäts från 0,8 meter över däck. Förtriangelns höjd mäts från däck längs förkanten av masten.
Båten får föra spinnaker.
Tillåtna träslag i skrovet är mahogny och furu. Rundhult ska vara av furu, gran eller oregonpine. Kölen ska vara av järn.
Siffrorna 5½ i klassbeteckningen kommer från mätningsformelns kvot, som ska bli 5,5. 

## Regelns mätningsformel

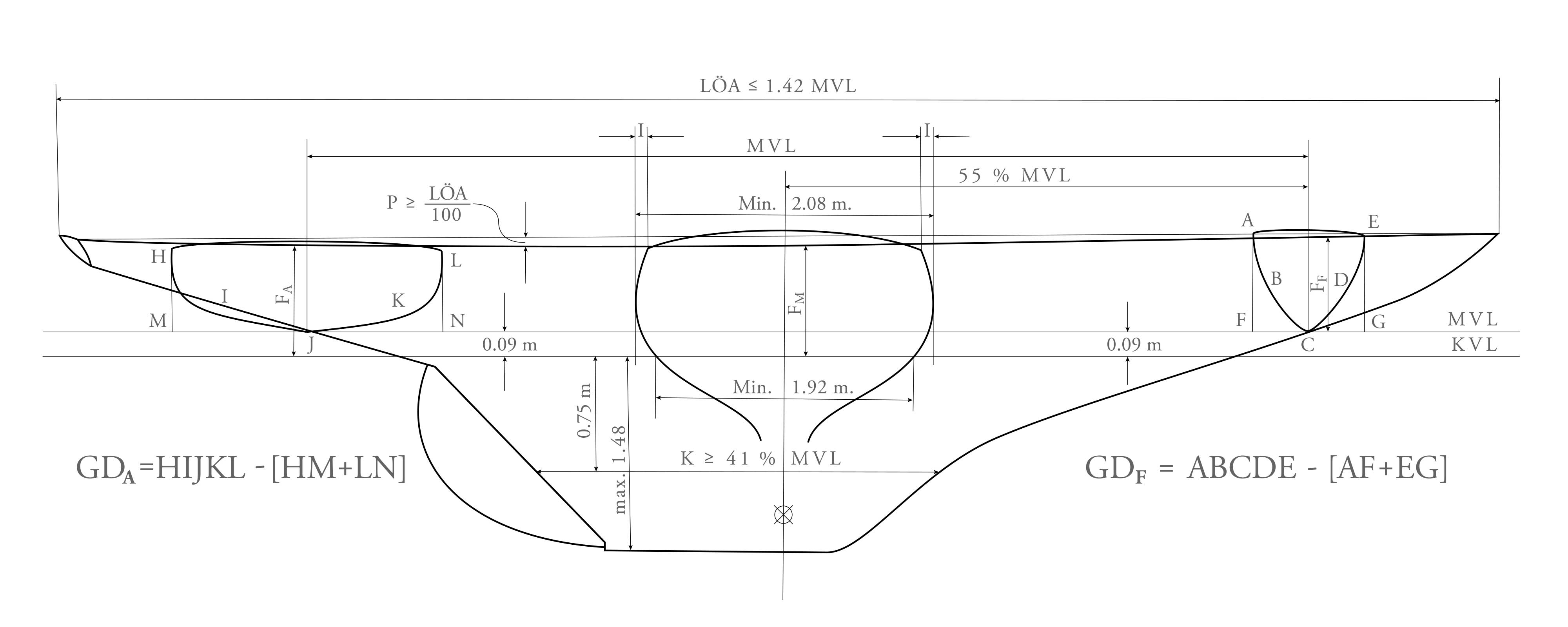
Illustration till mätformel.

Mätningsformel
{\displaystyle {{\rm {L+{\sqrt {S}}}} \over 2,5}=5,5} där L är den mätta längden i meter och S är segelarean i kvadratmeter.
Längden L är summan av tre mått:
{\displaystyle {\rm {L=MVL+GD_{F}+{GD_{A} \over 3}}}}
MVL (mätvattenlinjen) är fartygets längd mätt på en höjd av 9 cm över konstruktionsvattenlinjen (KVL). MVL får ej överskrida 7,60 meter. Om likväl oavsiktligt så skulle inträffa, multipliceras överskottet med 3 och adderas till MVL. Om MVL mäter mindre än 7,30 meter, skrivs det oförändrat 7,30.
GDF är den förliga girthdifferensen mätt i tvärsektion vid MVL:s förliga ändpunkt och är omfånget från överkant däck till överkant däck minskat med 2 ggr den vertikala sidohöjden av samma sektion.
GDA är den akterliga girthdifferensen mätes på samma sätt vid MVL:s akterliga ändpunkt. Minimum siffror i formeln för GDF är 25 % och för GDA 110 % av respektive sektioners dubbla sidohöjder.
Den totala längden (LÖA), får ej överskrida 1,42 ggr MVL.
Bredden mätes i en tvärsektion på avståndet 55 % av MVL från dess förliga ändpunkt och skall, där sektionen är bredast, vara minst 2,08 meter, och där sektionen skär KVL-planet, minst 1,92 meter.